# Hondalagus
Hondalagus es un género extinto de pequeños mamíferos marsupiales que vivieron en el Mioceno en lo que ahora es Sudamérica.
Encontrado en Quebrada Honda, al sur de Bolivia, Hondalagus representa el más pequeño y especializado género de la familia Argyrolagidae.